# Ембраер
Ембраер (енгл. Embraer, пун назив на порт. Empresa Brasileira de Aeronáutica S.A.) је компанија за производњу авиона из Бразила. Бразилска влада је основана компанију 1969. године, а она је приватизована 1994. Компанија производи комерцијалне, војне, корпорацијске и пољопривредне авионе. Ембраер је један од три највећа бразилска извозника (од 1999. до 2001. и највећи). Међу произвођачима авиона, Ембраер је четврти по бројности радне снаге (иза Боинга, Ербаса и Бомбардијеа) и трећи по годишњим испорукама путничких авиона (иза Боинга и Ербаса).
Седиште компаније је у Сао Жозе дош Кампошу у савезној држави Сао Паоло, где се налазе и главни производни капацитети, као и инжењерско и дизајн средиште. Ембраер има и производну халу у Гавиао Пеишоту (Сао Пауло), где се израђују важне компоненте и спроводе пробни летови. Писта овог погона је најдужа у Латинској Америци. Ембраер такође има и комерцијална и средишта за одржавање у Сједињеним Државама, као и комерцијалне испоставе у Француској, Сингапуру и Кини.
Дана 30. септембра 2005, Ембраер је имао 17.046 запослених, укључујући и запослене у недавној преузетој ОГМА у Португалији, и чврсте наруџбе у износу од 9,9 милијарди америчких долара.
Дана 3. маја 2005. компанија је објавила планове да уведе два нова модела авиона, Феном 100 и 300, на тржиште пословне авијације, који ће употпуњавати понуду авиона Легаси 600 средње величине у лаганом и супер-лаганом тржишном одељку. 2. маја 2006. најавили су и планове за комерцијализацију пословне верзије авиона Е-190, названог Лајниџ 1000, са првим испорукама средином 2008.
Ембраер је јавна компанија чијим деоницама се тргује на главној бразилској берзи Бовеспа под симболом EMBR3, као и на Њујоршкој деоничкој берзи на којој се котирају кроз америчке депозитарне потврде под симболом ERJ. Приход компаније у 2005. години био је 3,68 милијарде америчких долара; председник и главни извршни директор је Маурисио Ботељо.

## Историја
У жељи да развије домаћу индустрију авиона, бразилска влада под Естадо Ново Жетулио Варгаса направила је неколико инвестиција у ваздухопловну индустрију током 1940-их и 1950-их. Међутим, тек 1969. године, након доласка на власт војне хунте у бразилском државном удару 1964. године, Empresa Brasileira de Aeronáutica (Ембраер) је створена као корпорација у државном власништву. Њен први председник, Озирес Силва, био је именован од стране владе, а компанија је у почетку производила само турбоелисни путнички авион, Ембраер ЕМБ 110 Бандеиранте.

### Рани раст
Бразилска влада је допринела раном расту Ембраера тако што је обезбедила уговоре о производњи. Компанија је продавала искључиво на домаћем тржишту до 1975. године.
Док су војни авиони чинили већину Ембраерових производа током 1970-их и раних 1980-их, укључујући Ембраер АТ-26 Ксаванте и Ембраер ЕМБ 312 Тукано, компанија је дебитовала као регионални авиопревозник, са Ембраер ЕМБ 120 Брасилија, 1985. године. Усмерен на извозно тржиште, овај авион је био први у низу веома успешних малих и регионалних авиона.

### Пиперс са лиценцом
Године 1974, компанија је почела да производи лаке авионе Пајпер по лиценци. Пајпер је прво саставио комплете за склапање у својој фабрици у САД за Ембраер да их састави и пласира на тржиште у Бразилу и Латинској Америци. До 1978. године већина делова и компоненти је набављена локално. Између 1974. и 2000. године, Ембраер је произвео скоро 2.500 Пајпера по лиценци.

### Приватизација
Настао из плана бразилске владе и пошто је био под државном управом, Ембраер је на крају започео процес приватизације 1992. заједно са другим државним компанијама, као што су Телебрас и Вале. Приватизација је била кључна политика економски либералне PRN владе Фернанда Колора, изабраног на председничким изборима 1989. године.
Ембраер је продат приватним инвеститорима 7. децембра 1994. што му је помогло да избегне надолазећи банкрот. Бразилска влада је задржала интерес кроз поседовање златних акција, које јој омогућавају право вета.

### Проширење линије производа: војне, регионалне и извршне
Средином 1990-их, компанија је наставила са линијом производа фокусираном на мале комерцијалне авионе у односу на војне авионе који су раније чинили већину њене производње. Убрзо се проширила на производњу већих регионалних авиона у распону од 70–110 седишта и мањих пословних авиона.
До маја 2019. године, Ембраер је разматрао развој нове породице турбоелисних регионалних авиона у распону од 50–70 седишта, употпуњавајући Е-Јет Е2, како би ослободио инжењерске ресурсе. Он се такмичио са старијим ATR и Dash 8 дизајном за летове од 1,5 до 2 сата преко 500—700 nmi (930—1.300 km). У августу 2021. Ембраер је објавио нову конфигурацију са тишим моторима постављеним на крми за авион од 70-90 седишта, са Е-Јет попречним пресеком, са циљем лансирања 2022. и уласка у сервис 2027/2028.

### Пословни џетови
На сајму у Фарнбороу 2000. Ембраер је лансирао Легаси 600, варијанту пословног авиона Ембраер регионални џет. Године 2002, створена је посебна подружница, Ембраер пословни џетови, пошто је Легаси уведен у употребу. Године 2005, Феном 100 је први пут замишљен као ваздушни такси сличан Еклипси 500, који се такмичи са Цесном и Хокер Бичкрафтом. Представљен је 2008. године и основа је већег Фенома 300. Летелице Легаси 450 и Легаси 500 средње величине су заједнички развијене као нови дизајни, док је Лајниџ 1000 ВИП верзија Е190. У 2016, Ембраер је испоручио свој 1.000-ти пословни млазњак и имао тржишни удео од 17% по запремини, иако му је недостајао велики кабински млазњак ултра дугог домета. У октобру 2018. Ембраер је најавио два нова пословна авиона — Притор 500 у категорији кабина средње величине — и Притор 600 у категорији супер средње величине.

### Војни транспорт
Ембраер је 19. априла 2007. објавио да разматра производњу двомлазног војног транспорта. Радови су почели у мају 2009. уз финансирање Бразилских ваздухопловних снага. Корејос, бразилска поштанска служба, показала је интересовање за куповину овог авиона. Користећи већи део технологије развијене за Ембраер 190, Ц-390 би носио до 23 тоне терета и имао би за циљ да замени теретне авионе из доба Хладног рата.
Док чврсте поруџбине за транспортер КЦ-390 који тек требало да се произведе у јесен 2010. године још нису биле дате, Аргентина је затражила шест примерака, а неколико других јужноамеричких земаља је такође изразило интересовање.

### Предложено заједничко улагање Боинг-Ембраер
Дана 5. јула 2018, најављено је заједничко улагање са Боингом у којем ће Боинг бити власник 80% Ембраеровог одељења за комерцијалну авијацију. Ово је виђено као реакција на Ербасово стицање већине у конкурентској серији Бомбардиер ЦС 16. октобра 2017. године. Према плану за 2018. Ембраер би задржао свој извршни и одбрамбени бизнис.
Боинг је 23. маја 2019. објавио да ће резултујућа дивизија бити позната као Боинг Бразил – Комершал, избацивши име Ембраер, али још није одлучио да ли ће авиони бити преименовани у Боинг моделе. Боинг (49%) и Ембраер (51%) најавили су 18. новембра 2019. заједничко предузеће за промоцију и развој нових тржишта за тактички транспортни авион Ц-390 Миленијум, под називом Боинг Ембраер – Дифенс, који ће радити након приспећа регулаторних одобрења и уговорних услови.
У априлу 2020, Боеинг је отказао куповину Ембраерових комерцијалних операција након што је био финансијски погођен ваздушном кризом изазваном пандемијом КОВИД-19 и приземљењем 737 MAX.
У новембру 2020, Ембраер је објавио да је његов губитак за трећи квартал године 121 милион долара због пандемије КОВИД-19 и ограничења путовања.

### STOUT лаки војни транспортни авион
У децембру 2019. Ембраер и Бразилско ваздухопловство су се бавили развојем лаког војног транспортног авиона. Услужни транспорт са кратким полетањем (STOUT) би заменио своје 64 ЕМБ-110 Бандеиранте (просечна старост 38,3 године) и 19 ЕМБ-120 Брасилија (просечна старост 26,5 година) сличних димензија.

## Авиони
- Ембраер ЕМБ 110
- Ембраер ЕМБ 120
- Ембраер ЕМБ 121
- Ембраер ЕРЏ 145 породица (ЕРЏ 135, ЕРЏ 140 и ЕРЏ 145)
- Ембраер Е-џет серија (Ембраер 170, 175, 190 и 195)
- Ембраер Легаси 600
- Ембраер Феном 100
- Ембраер Феном 300

Војни:
- Ембраер Супер Тукано/ALX
- Ембраер AMX-T
- Ембраер R-99A
- Ембраер R-99B
- Ембраер P-99
- Дасо Мираж 2000BR (по лиценци)

Војни-транспортни:
- Ембраер KC-390

Пољопривредни:
- Ембраер ЕМБ-202